# Königsforst
Koordinaten: 50° 55′ 57″ N, 7° 7′ 49″ O

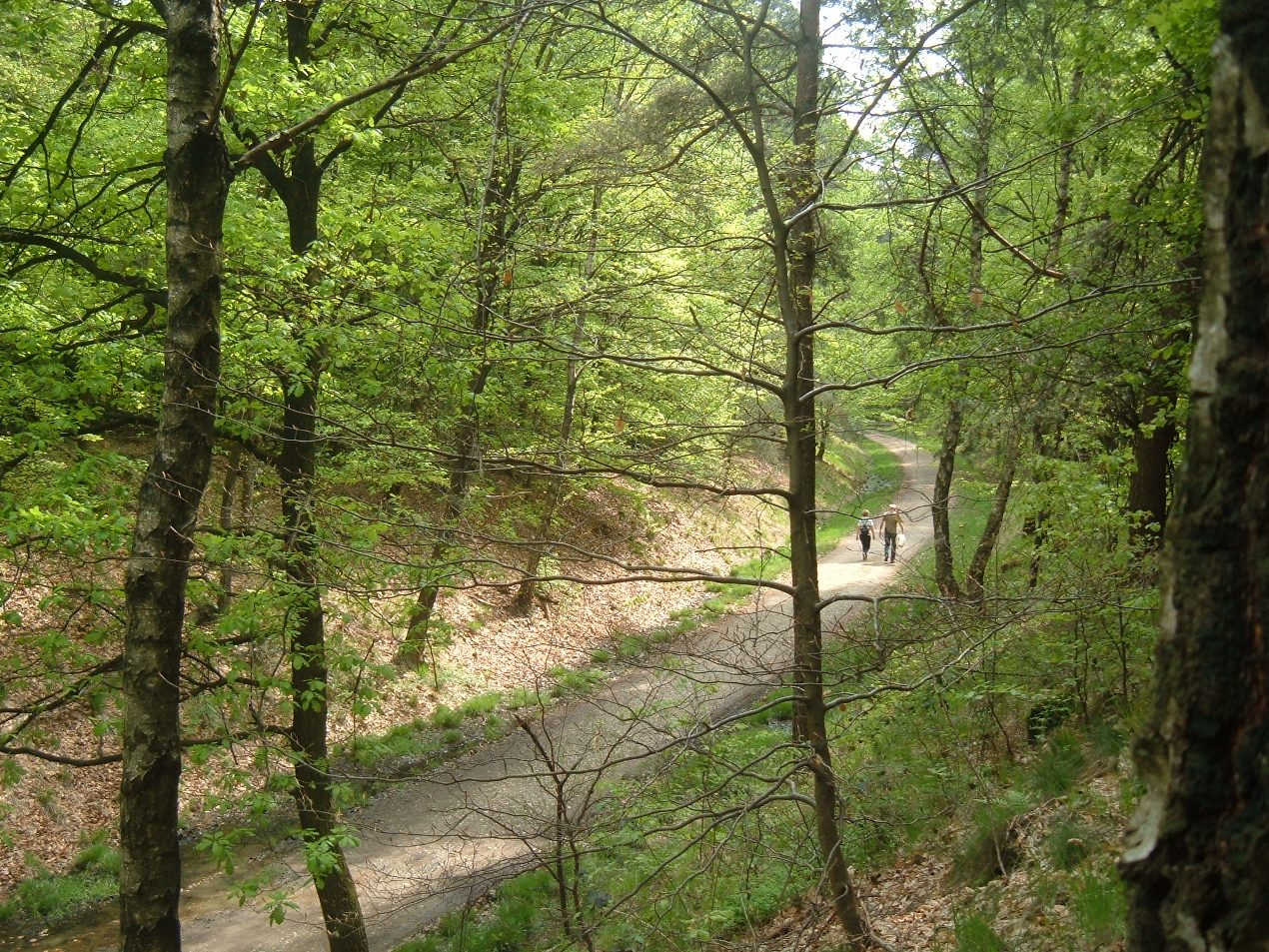
Königsforst

Der Königsforst ist ein 2519 Hektar großes Waldgebiet östlich von Köln. Er ist Bestandteil der Bergischen Heideterrasse. Der Forst ist ein Vogelschutz- und FFH-Gebiet. Teile des Waldes gehören zum Naturschutzgebiet Königsforst (Köln) und Naturschutzgebiet Königsforst (Rhein-Berg).

## Lage

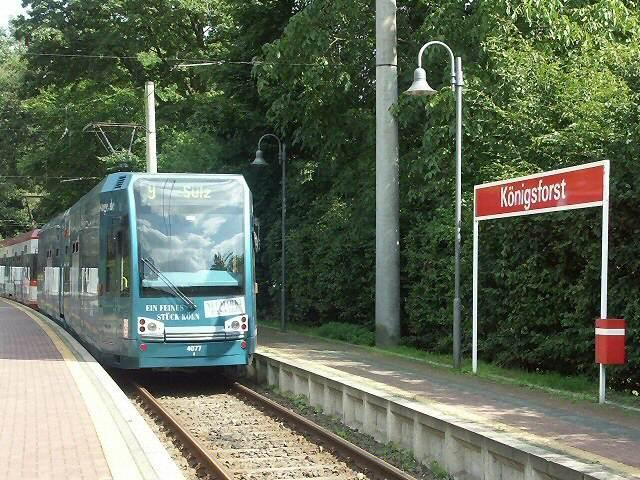
Linie 9, Endhaltestelle Königsforst

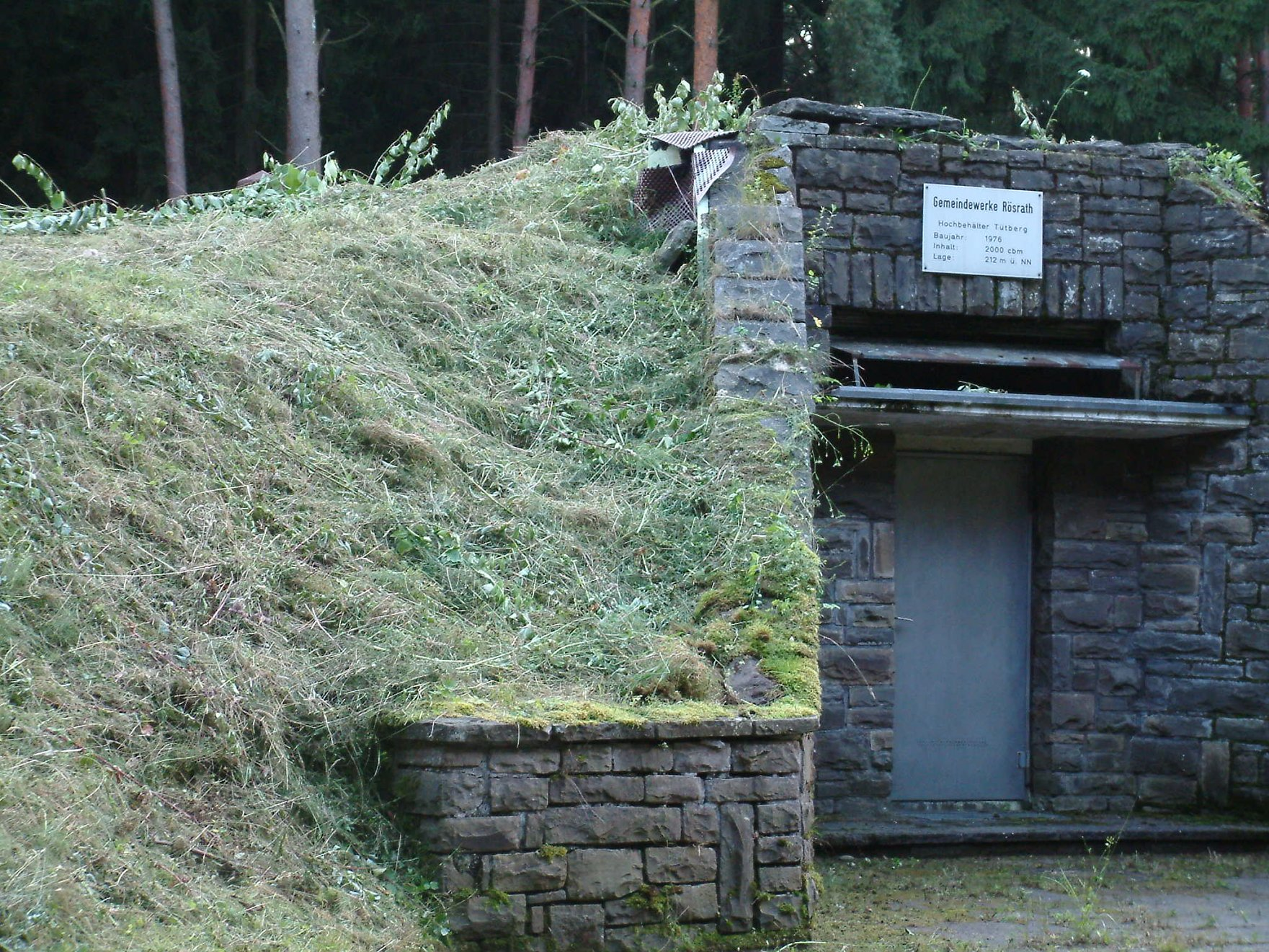
Hochbehälter Tütberg

Das 25 Quadratkilometer große Waldgebiet berührt das Gebiet der Städte Köln, Bergisch Gladbach und Rösrath. Im Norden wird es begrenzt durch die Autobahn A 4 Köln – Olpe. Im Südwesten durchschneiden die A 3 Köln – Frankfurt und die Aggertalbahn (KBS 459) das Areal. Eine gleichnamige Autobahnausfahrt macht den Königsforst über die Autobahn A 3 zugänglich. Die Endhaltestelle Königsforst der Stadtbahnlinie 9 liegt unmittelbar am Waldrand. Im Süden schließt sich das Naturschutzgebiet Wahner Heide an.
| Linie | Verlauf / Anmerkungen | Takt (Mo–Fr) |
| ----- | --- | ------------ |
| 9     | Sülz – Zülpicher Straße/Gürtel – Universität – Dasselstraße/Bahnhof Süd – Zülpicher Platz – Neumarkt – Heumarkt – U Bf. Deutz/Messe – U Deutz Technische Hochschule – U Kalk Post – U Kalk Kapelle – U Vingst – Ostheim – Rath/Heumar – Königsforst | 10 min       |

Der Königsforst ist das größte zusammenhängende Waldgebiet der rechtsrheinischen Mittelterrasse. Die höchste Erhebung ist der Tütberg mit 212 m ü. NHN. Die Grenze des Kölner Stadtgebiets läuft durch den Königsforst. Auf ihr liegt Kölns höchster Punkt, der Monte Troodelöh mit einer Höhe von 118,04 m ü. NHN.

## Geschichte

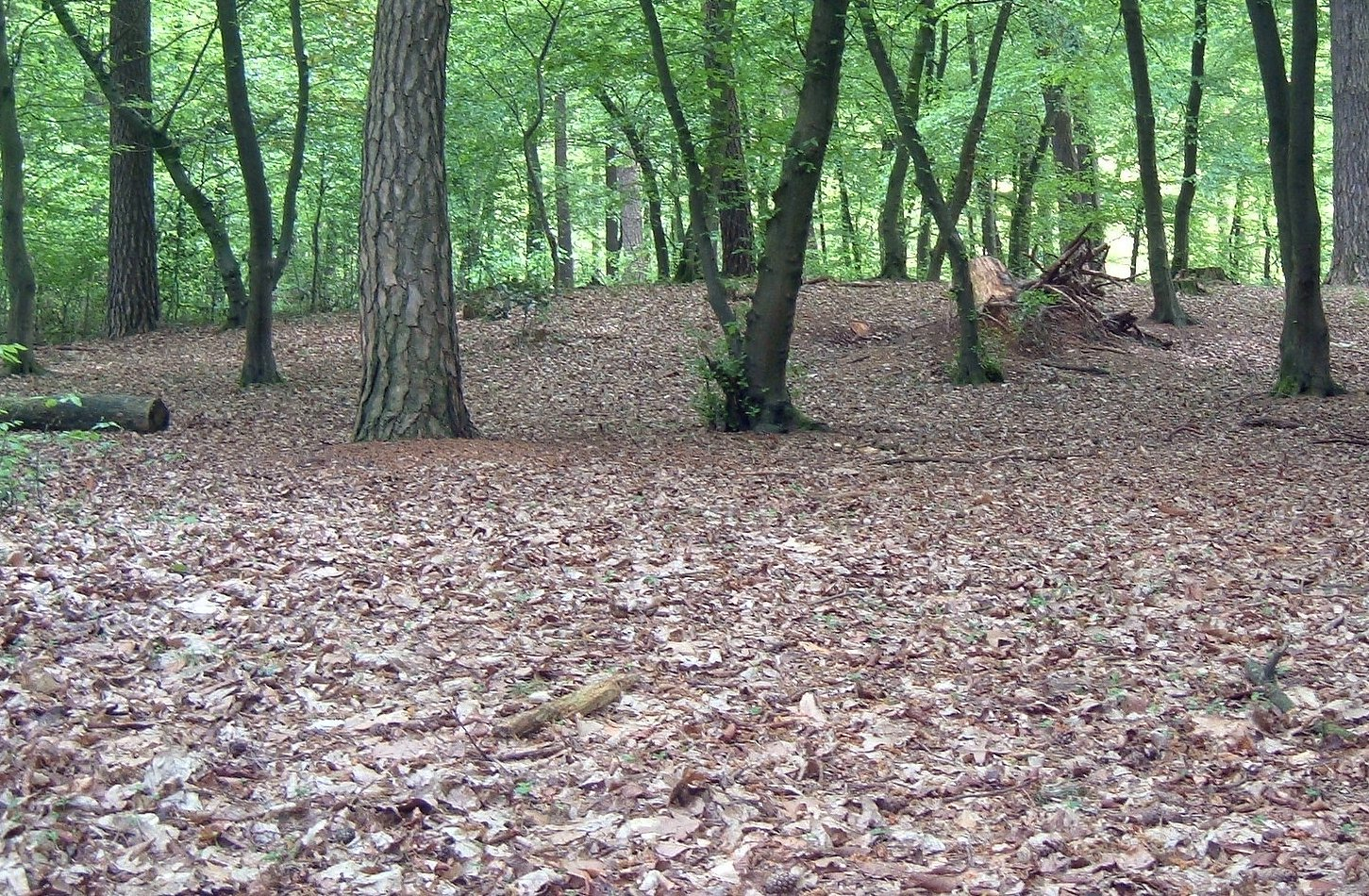
Hügelgräber im Königsforst

Von einer eisenzeitlichen Besiedlung des Geländes zeugen zahlreiche Hügelgräber zwischen Köln-Rath und Forsbach. Sie werden der Hallstatt-Kultur des 6.–7. Jahrhundert v. Chr. zugeordnet. Nach den systematischen Ausgrabungen vor ca. 50 Jahren sind die Grabhügel kaum noch zu erkennen. Die Funde finden sich im Römisch-Germanischen Museum.
Ursprünglich war der Königsforst ein Bannwald, der zum Krongut der Frankenkönige gehörte. Kaiser Otto der Große vermachte im 10. Jahrhundert den Königsforst seinem Bruder Brun, dem Erzbischof von Köln. Die erste urkundliche Erwähnung stammt aus dem Jahr 1003 n. Chr., in der der Erzbischof Heribert von Köln dem Deutzer Kloster ein Viertel des Königsforstes überlässt. Zwei weitere Viertel waren im Besitz des Kölner Klosters St. Pantaleon. Das letzte Viertel gehörte dem Erzbischof Bruno von Köln.
Im 12. Jahrhundert geriet das Gebiet zunehmend unter die Kontrolle der Grafen von Berg. Hiervon zeugen die alten Burgen und Rittersitze in Bensberg, Refrath (Motte Kippekausen) und Forsbach (Motte Beienburg), die zunächst in den Randbereichen entstanden.
Die Herzöge zu Berg nutzten den Wald als Jagdgebiet. Erst im Jahre 1790 wurde der enorme Bestand an Rotwild reduziert, der die Regeneration des Waldes verhindert und manchen Acker verwüstet hatte. In diesem Jahr wurden etwa 4000 Hirsche erlegt.
Mit der Säkularisation gelangte der sich bis dahin im kirchlichen Besitz befindliche Königsforst in staatlichen Besitz des Großherzogtums Berg. Während der napoleonischen Besatzung wurde der Königsforst nahezu verwüstet. Die starken Eichen wurden gefällt und als Nutzholz nach Frankreich verfrachtet.
Mit dem Wiener Kongress 1815 wurde der „königliche Forst Königsforst“ preußisch. Nun begann eine planmäßige Wiederaufforstung, hauptsächlich mit nicht heimischen Kiefern. Diese Aufforstungen wurden lange Zeit fortgesetzt und umfassten nach entsprechenden Ankäufen auch landwirtschaftliche Flächen wie das Gut Schwiegelshohn.

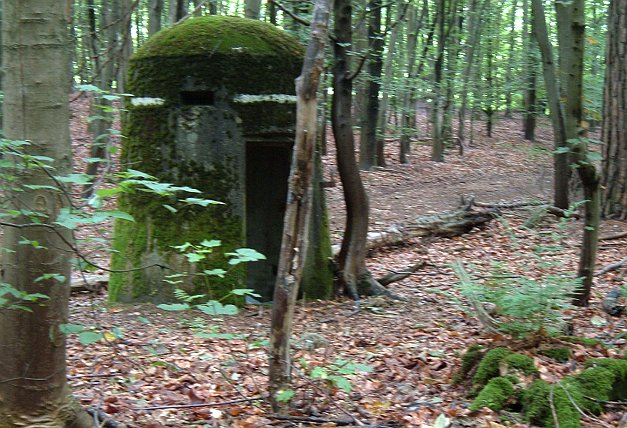
Splitterschutzzelle im Königsforst

Im Zweiten Weltkrieg diente der Königsforst als militärisches Truppengelände und war für die Bevölkerung weitgehend gesperrt. Auf dem Grundstück des heutigen Kinderdorfs befand sich eine Munitionsfabrik. Von hier führte ein Gleisweg zum Bahnhof Bensberg an der Bahnstrecke Köln-Mülheim–Lindlar. Im Wald trifft man noch heute auf Betonmauern ehemaliger Bunker und Fundamente der Signalanlagen des Fliegerhorstes Ostheim.
Früher wurde der Königsforst vom Forstamt Königsforst in Bergisch Gladbach betreut. Durch eine Neugliederung der Forstämter ist inzwischen das Regionalforstamt Rhein-Sieg-Erft mit Sitz in Eitorf für den Staatswald im Forstamtsbezirk Bergisches Land zuständig. Langfristiges Ziel der Forstwirtschaft ist es, die standorttypischen Laubbäume wieder anzusiedeln. Da in der ersten Jahreshälfte 2020 über 40.000 Bäume (meist Nadelbäume) krankheitsbedingt gefällt werden mussten, könnte dieses langfristige Projekt beschleunigt werden.

## Ortschaften
Im Königsforst gab und gibt es bewohnte Ortschaften. Mit der Industrialisierung begann allmählich eine Entsiedelung, die mehr und mehr zum Verfall einzelner Gebäude führte. In den 1960er Jahren erwarb der Fiskus den gesamten Königsforst und sorgte fortan dafür, dass die alten leer stehenden Häuser abgerissen oder abgebrannt wurden. Die nachfolgende Übersicht zeigt die einzelnen Ortschaften auf.
| Nr. | Ortschaft        | Stadtteil     | Stadt             | noch vorhanden? |
| --- | ---------------- | ------------- | ----------------- | --------------- |
| 1   | Bahnhof Forsbach | Bockenberg    | Bergisch Gladbach | nein            |
| 2   | Fahnberg         | Bockenberg    | Bergisch Gladbach | nein            |
| 3   | Großbuchholz     | Untereschbach | Overath           | ja              |
| 4   | Holz             | Bockenberg    | Bergisch Gladbach | nein            |
| 5   | Klein Buchholz   | Moitzfeld     | Bergisch Gladbach | zum Teil ja     |
| 6   | Röttgen          | Moitzfeld     | Bergisch Gladbach | nein            |
| 7   | Schwiegelshohn   | Bockenberg    | Bergisch Gladbach | nein            |
| 8   | Steinhaus        | Bockenberg    | Bergisch Gladbach | ja              |
| 9   | Tütberg          | Bockenberg    | Bergisch Gladbach | ja              |

## Bergbau

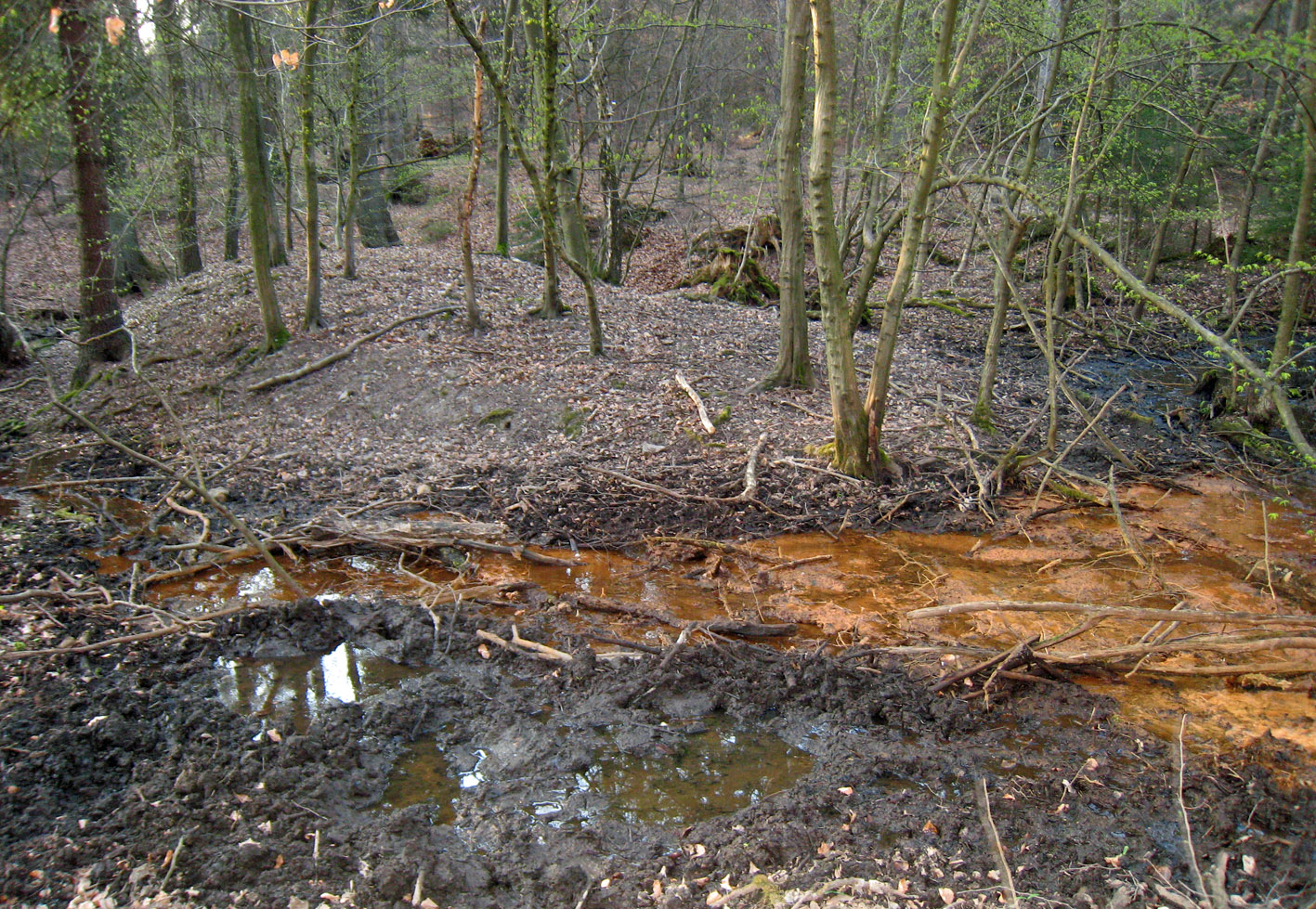
Stollenhalde der Grube Vereinigtes Glückauf, davor sammelt sich Wasser mit Eisenoxiden aus dem verbrochenen tiefen Stollen (dieser liegt im rückwärtigen Raum)

Im gesamten Königsforst ist an vielen Stellen Bergbau im Bensberger Erzrevier betrieben worden. Am nordwestlichen Rand lagen die Bergwerke Grube Galilei und Grube Julien, sowie am nordöstlichen Rand im Bereich der späteren Bundesautobahn 4 die Grube Leopold von Buch und die Grube Felix. Im westlichen Königsforst gab es die Bergwerke Grube Copernicus, Grube Königsforst, Grube Löwenherz und Grube Quirin. Im Zentrum des Königsforsts waren die Bergwerke Grube Blondel, Grube Carlsglück, Grube Deutscher Michel, Grube Direktion Elberfeld, Grube Segen Gottes und Grube Vereinigtes Glückauf. Im östlichen Königsforst gab es die Bergwerke Grube Grünewald, Grube Henricus, Grube Klaproth, Grube Napoleon und Grube Victor. Die ehemalige Grube Grünewald wurde zuletzt von der Grube Lüderich dazu verwendet, um hier die Schlämme aus der Flotationsanlage abzulagern. Schließlich gab es am Rather Weg am Beginn der Paffrather Kalkmulde in der Umgebung des Kinderdorfs Bethanien die Grube Consolidierte Catharina II.

## Schutzgebiet

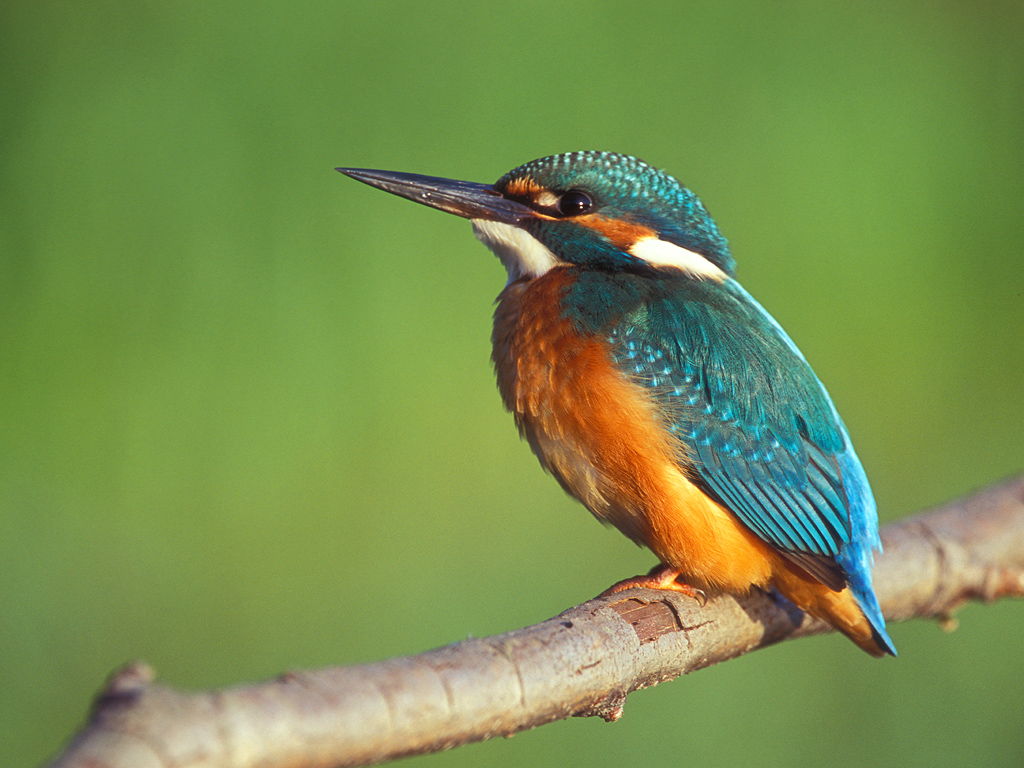
Eisvogel

Große Teile des Königsforst gehören zum Vogelschutzgebiet Königsforst unter der Eintragung Natura 2000-Nr. DE-5008-401 durch das Landesamt für Natur, Umwelt und Verbraucherschutz Nordrhein-Westfalen. Ausschlaggebend für diesen Schutz ist das Vorhandensein des Mittelspechts. Geschützt sind aber auch die Vogelarten Eisvogel, Grauspecht, Schwarzspecht, Baumfalke, Rotmilan und Wespenbussard.
Darüber hinaus ist der Königsforst im Rheinisch-Bergischen Kreis unter der Schlüssel-Nr. GL-038 mit 1572,81 Hektar und im Stadtgebiet Köln unter der Schlüssel-Nr. K-020 mit 988,63 Hektar als Naturschutzgebiet ausgewiesen. Außerdem wurde die Naturwaldzelle Großer Steinberg als Teil des Königsforstes als Naturwaldzelle ausgewiesen.

## Naherholungsziel für die Bevölkerung
Der Königsforst ist ein beliebtes Naherholungsziel. Er wird von der Bevölkerung besonders an den Wochenenden gerne zum Wandern, Laufen, Reiten und Rad fahren angesteuert. Ein gut ausgebautes und gekennzeichnetes Wegenetz, dazu gehört auch ein Abschnitt des Jakobsweges, bietet hierzu vielfältige Möglichkeiten.
Wer keine Wanderkarte besitzt, kann sich auf einer Erläuterungstafel beim Wanderparkplatz in der Nähe der BASt orientieren. Von hier aus sind zwei Rundwanderwege mit 75 Minuten bzw. zwei Stunden Dauer markiert.

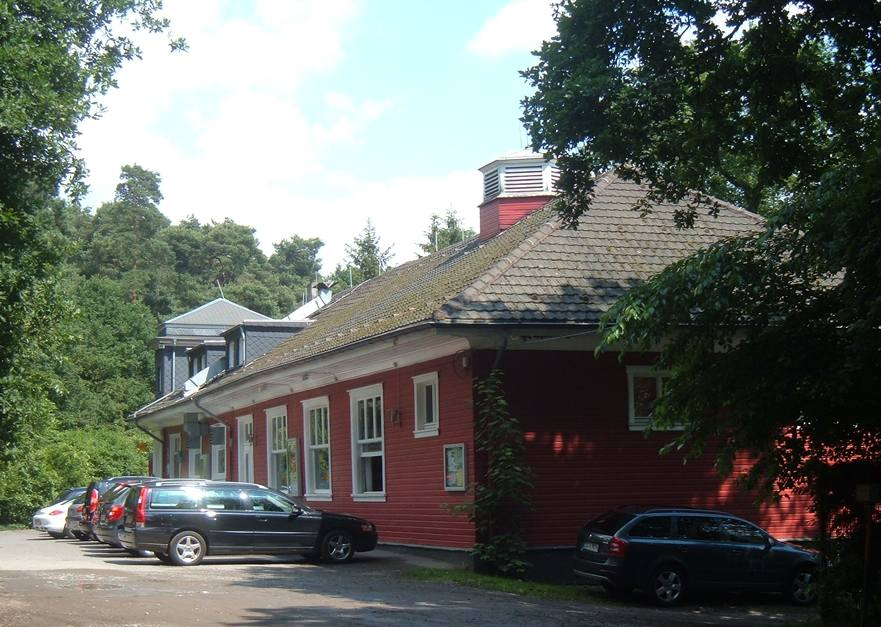
Ehemaliger Bahnhof Porz-Königsforst

Einst gab es an der Aggertalbahn einen Bahnhof Porz-Königsforst. Hier stiegen die Erholung suchenden Ausflügler aus und ein. Anfang der 1980er Jahre wurde der Bahnhof aufgegeben. Das 1890 erbaute Bahnhofsgebäude wurde zum Ausflugslokal Waldhaus Königsforst umgebaut. Seit 2006 heißt das Restaurant Asado.

## Waldlehrpfad
Wer den Wald mit der Straßenbahnlinie 9 über den Kölner Stadtteil Rath/Heumar ansteuert, hat Gelegenheit, einem Waldlehrpfad zu folgen, der am nahe gelegenen Forsthaus Rath beginnt und etwa eine Stunde in Anspruch nimmt. Auf dem vier Kilometer langen Rundweg erhält der interessierte Wanderer einen guten Einblick in die Vielfältigkeit des Waldes. 31 Schrifttafeln am Wegesrand erläutern den artenreichen Baumbestand.

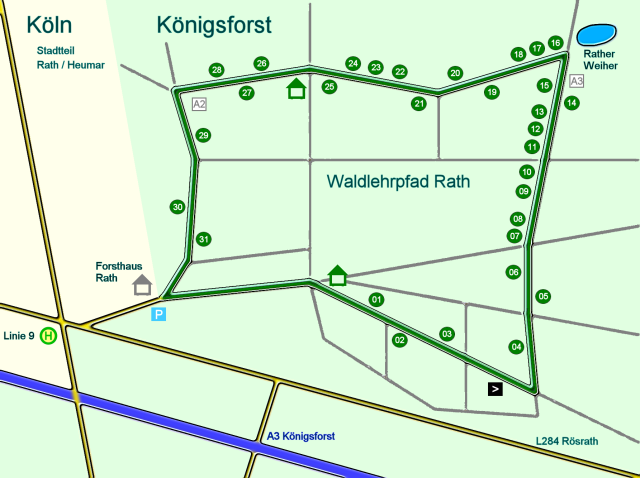
Waldlehrpfad – Lageplan

| Baumart        | Nr. | lat. Bezeichnung      |
| -------------- | --- | --------------------- |
| Kiefer         | 01  | Pinus sylvestris      |
| Stieleiche     | 02  | Quercus robur         |
| Hainbuche      | 03  | Carpinus betulus      |
| Blitzeiche 1   | 04  |                       |
| Fichte         | 05  | Picea abies           |
| Winter-Linde   | 06  | Tilia cordata         |
| Vogel-Kirsche  | 07  | Prunus avium          |
| Salweide       | 08  | Salix caprea          |
| Roter Holunder | 09  | Sambucus racemosa     |
| Dickung 2      | 10  |                       |
| Sitkafichte    | 11  | Picea sitchensis      |
| Hemlockstanne  | 12  | Tsuga heterophylla    |
| Roteiche       | 13  | Quercus rubra         |
| Esche          | 14  | Fraxinus excelsior    |
| Douglasie      | 15  | Pseudotsuga taxifolia |

| Baumart                    | Nr. | lat. Bezeichnung       |
| -------------------------- | --- | ---------------------- |
| Eibe                       | 16  | Taxus baccata          |
| Europäische Stechpalme     | 17  | Ilex aquifolium        |
| Riesenlebensbaum           | 18  | Thuja plicata          |
| Bergahorn                  | 19  | Acer pseudoplatanus    |
| Sandbirke                  | 20  | Betula verrucosa       |
| Roterle                    | 21  | Alnus glutinosa        |
| Feldulme                   | 22  | Ulmus carpinifolia     |
| Japanische Lärche          | 23  | Larix letolepis        |
| Weymouths-Kiefer           | 24  | Pinus strobus          |
| Gewöhnliche Traubenkirsche | 25  | Prunus padus           |
| Gewöhnliche Robinie        | 26  | Robinia pseudoacacia   |
| Rosskastanie               | 27  | Aesculus hippocastanum |
| Korsische Kiefer           | 28  | Pinus nigra corsicana  |
| Europäische Lärche         | 29  | Larix decidua          |
| Gemeine Hasel              | 30  | Corylus avellana       |
| Wildes Geissblatt          | 31  | Lonicera periclymenum  |

## Bodenlehrpfad
An sechs Stationen erklären Schautafeln die jeweils durch Grabung offengelegten Bodenprofile.
| Station | Bodentyp                               | Geologie | Wasserverhältnisse                                                                                       |
| ------- | -------------------------------------- | --- | --- |
| 1       | Gley-Braunerde                         | Flugsand (Pleistozän) | Grundwassereinfluss in 80 bis 130 cm Tiefe                                                               |
| 2       | Pseudogley                             | sandig-lehmige Fließerde (Pleistozän) über Ton (Tertiär)                                                                         | starke Staunässe                                                                                         |
| 3       | Braunerde-Pseudogley                   | Fließerde aus Verwitterungslehm (Pleistozän) über älterer Fließerde aus Sandsteinschutt (Pleistozän) über Sandstein (Unterdevon) | Staunässe in 10 bis 45 cm Tiefe                                                                          |
| 4       | Pseudogley-Braunerde, schwach podsolig | sandige Fließerde (Pleistozän) über sandig-kiesiger Hauptterrasse (Pleistozän) über Ton (Tertiär)                                | Staunässe in 50 bis 70 cm Tiefe                                                                          |
| 5       | Braunerde-Podsol                       | sandig-kiesige Fließerde (Pleistozän) über kiesigem Sand, Feinsand und Ton (Tertiär)                                             | abgesehen von schwachem Staunässeeinfluss im unteren Profilteil (im Winter) ist der Boden stauwasserfrei |
| 6       | Niedermoor                             | Niedermoortorf (Holozän) über lehmig-sandigen Bachablagerungen (Holozän) und Fließerde (Pleistozän)                              | Grundwasser reicht bis zur Geländeoberfläche                                                             |

Auf dem Waldparkplatz an der Bensberger Straße, kurz vor dem Ortseingang Forsbach, gibt eine Übersichtskarte Aufschluss über die Lage der sechs Stationen des Bodenlehrpfads.

## Wildgehege Brück
Im nordwestlichen Teil des Königsforstes (Brücker Hardt) befindet sich das 50 ha große Wildgehege.
Hier können die Besucher in großen Gehegen Rothirsche und Schwarzwild beobachten.

## Alte Bahntrasse

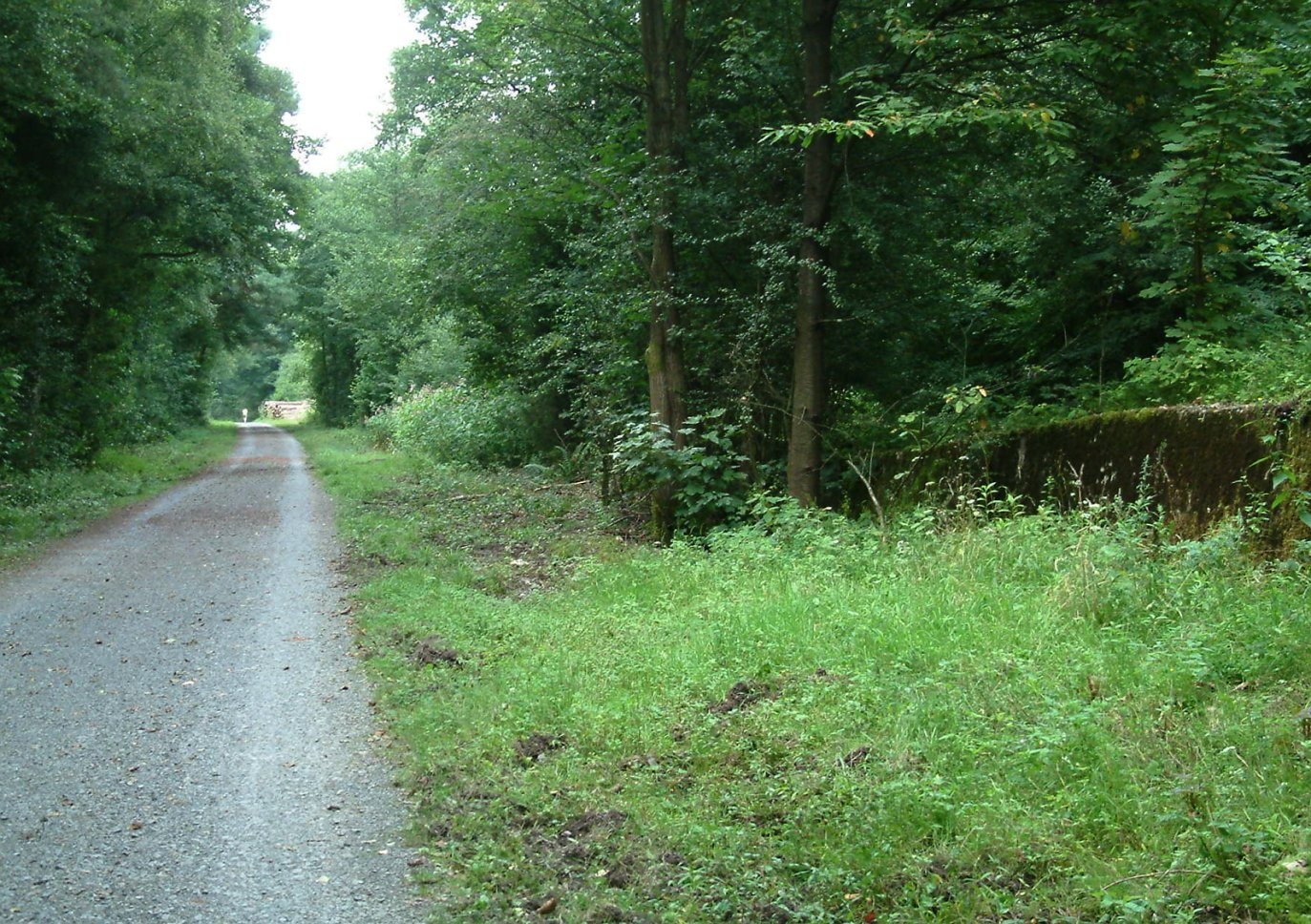
Ehemalige Bahnstrecke und Bahnhof

Die Bahnstrecke Köln-Mülheim–Lindlar (im Volksmund: Sülztalbahn) führte von Köln-Mülheim über Bergisch Gladbach und Bensberg nach Rösrath und weiter über Hoffnungsthal nach Immekeppel und Lindlar. Die Teilstrecke durch den Königsforst zwischen Bensberg und Rösrath wurde 1961 stillgelegt, die Gleisanlagen wurden bis 1964 demontiert. Heute dient die Trasse als Rad- und Wanderweg. Der mitten im Königsforst gelegene Bahnhof Forsbach aus dem Jahr 1890 wurde nach der Streckenstilllegung noch bis in die 1970er Jahre als Wohngebäude genutzt und dann abgerissen. Heute erinnert nur noch eine Bronzeplakette an diesen Bahnhof im Königsforst.

## Kaisereiche

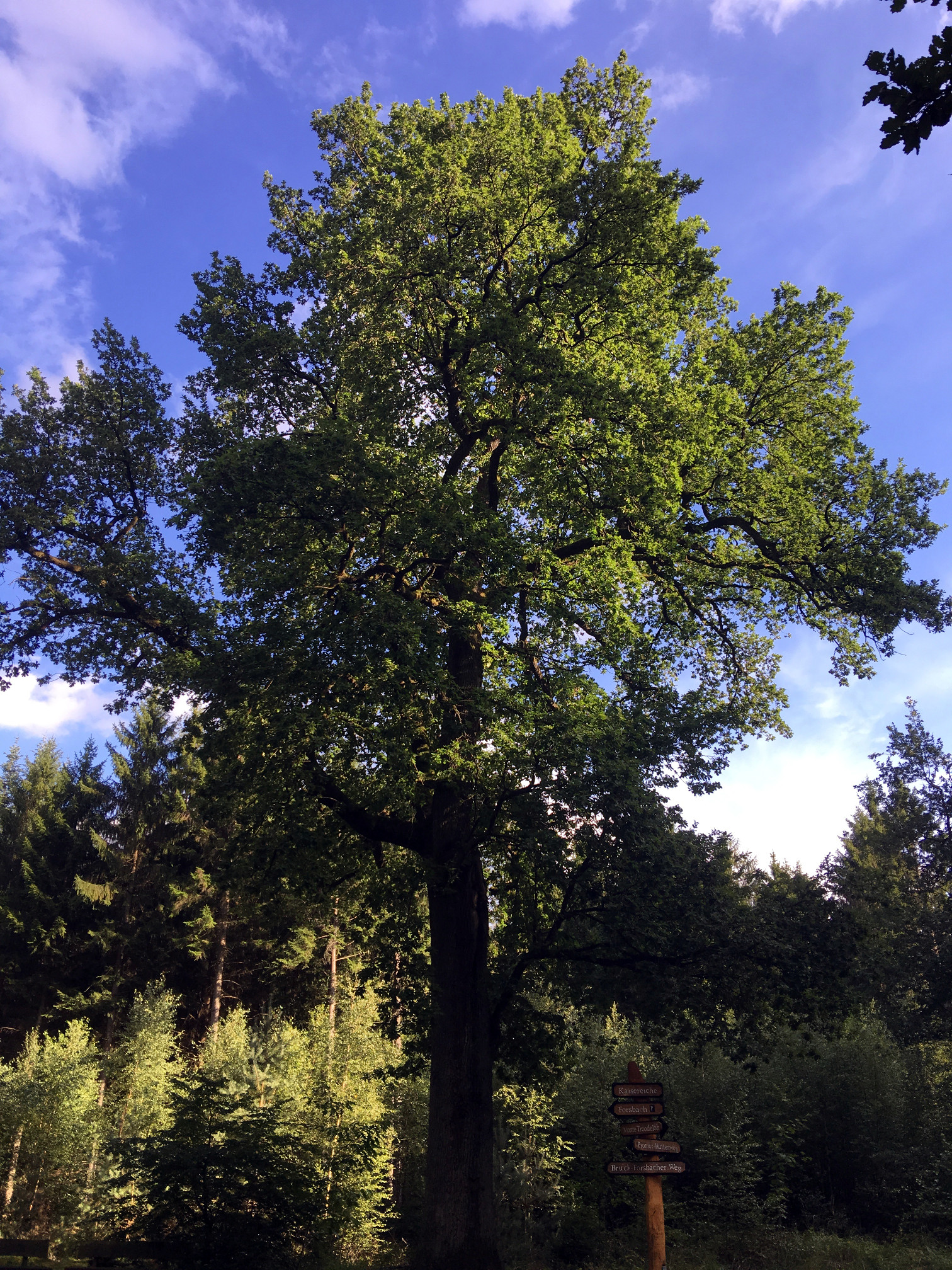
Kaisereiche

Etwa 500 Meter westlich des ehemaligen Bahnhofs Forsbach steht an einer Wegkreuzung die Kaisereiche. Diese Bezeichnung ist in zweifacher Hinsicht nicht zutreffend. Zum einen wurde sie erst 20 Jahre nach dem Tod des beim Volk beliebten Kaisers Wilhelm I. gepflanzt. Die Gründe hierfür liegen im Verhalten von Kaiser Wilhelm II., einem Enkel von Wilhelm I., der die Beliebtheit des Großvaters für sich zu nutzen wusste und Denkmäler für seinen Vorgänger anregte. Der Wunsch eines Monarchen ist für seine Untertanen wie ein Befehl. Und so wurde 1908 im Gedenken an Kaiser Wilhelm I. (1797–1888) im Königsforst die ursprüngliche Kaisereiche gepflanzt, sie diente französischen Besatzungssoldaten nach dem Ersten Weltkrieg als Ziel für Schießübungen. Das überlebte die Eiche nicht. Auf der gegenüberliegenden Seite des Weges gab es jedoch einen weiteren Baum dieser Art, der seitdem als Kaisereiche gilt.

## Rennweg
Der Rennweg ist ein vor allem von Fahrradfahrern gerne genutzter asphaltierter Weg, der den Königsforst in Nord-Süd-Richtung durchquert.

## Gewässer im Königsforst

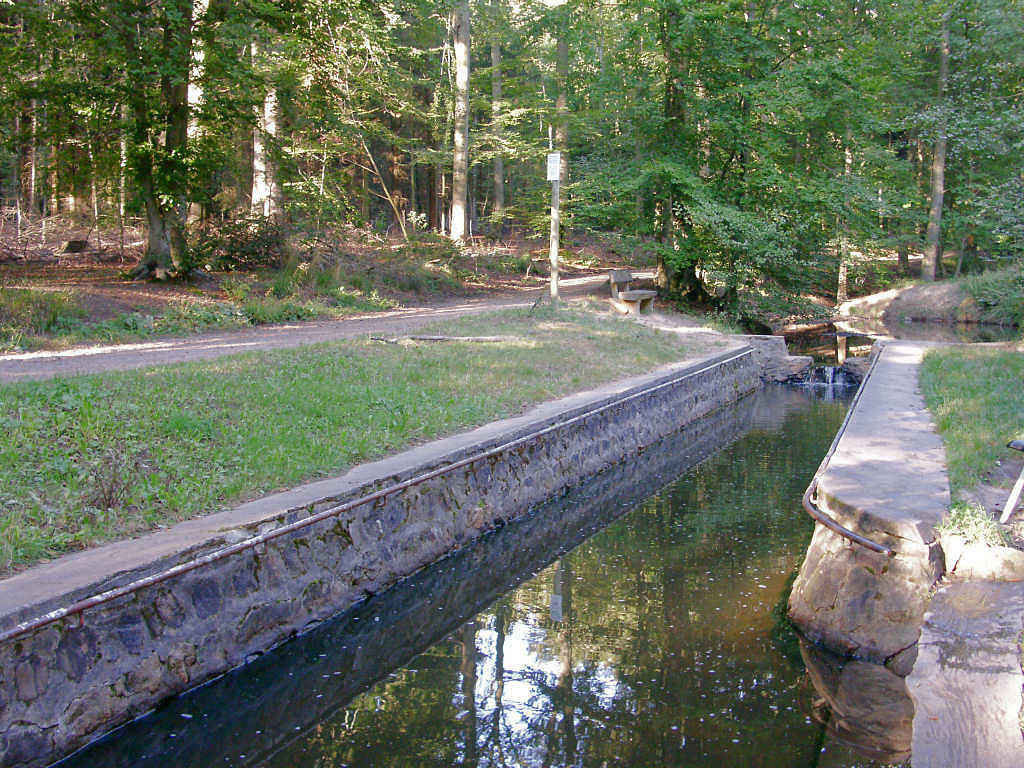
Wassertretstelle im Königsforst

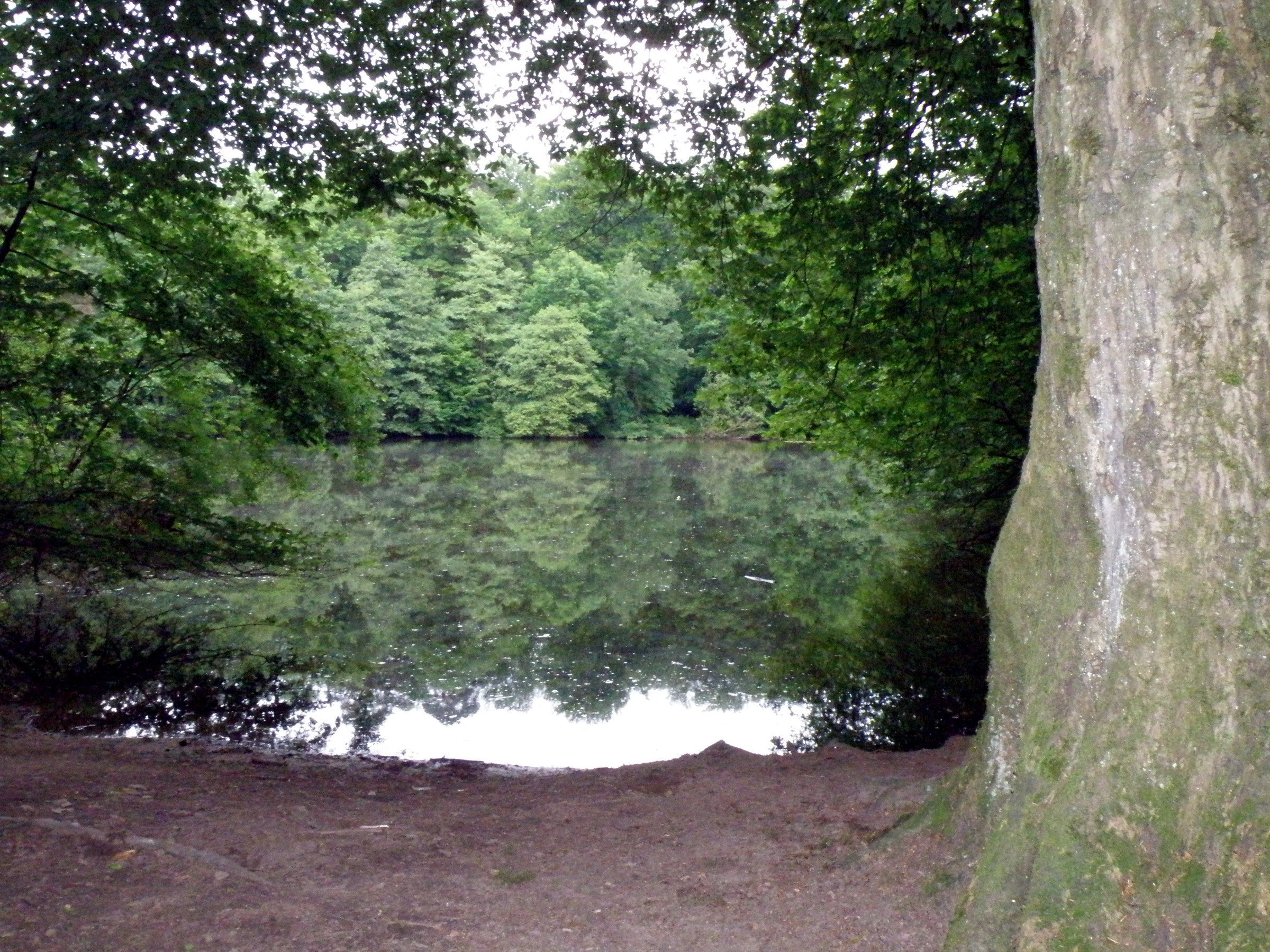
Kettners Weiher

Mitten im Königsforst, exakt an der Stelle, an der die drei Stadtgebiete von Köln, Bergisch Gladbach und Rösrath zusammentreffen, befindet sich eine Wassertretstelle. Hier wird der Giesbach in einem Becken gestaut. Die heilende Wirkung des kalten Wassers erkannte bereits Antonius Musa, der Leibarzt des römischen Kaisers Augustus. Musa verordnete seinem prominenten Patienten kalte Bäder. Das verschaffte dem Gichtgeplagten Linderung.
Sebastian Kneipp ließ seine Patienten im Storchenschritt durch ein Wassertretbecken schreiten. Man taucht abwechselnd einen Fuß ins Wasser, während der andere draußen bleibt. Nach dem Bad wird das Wasser nur abgeschüttelt, nicht abgetrocknet. Nachdem man Strümpfe und Schuhe wieder angezogen hat, wird durch Wandern oder Laufen für ausreichende Durchblutung und Erwärmung gesorgt.
Der Flehbach mit seinen Quell- und Nebenflüssen Böttcher Bach, Holzerbach, Wahlbach, kleiner Wahlbach und Sellbach entwässert den Königsforst in westliche Richtung.
Durch einen Stau des Wahlbaches kurz vor der Mündung in den Böttcherbach entsteht der zweiteilige Kettners Weiher. Es gibt Bänke zum Verweilen und eine Schutzhütte. Die Wanderer sehen jedoch nur den unteren Teil des Weihers. Der etwas höher liegende östliche Teil ist durch den dicht bewaldeten Damm und fehlende Wege nicht zugänglich.

## Gedenksteine
Im Königsforst erinnern Gedenksteine an Menschen, die mit dem Waldgebiet zu tun hatten.

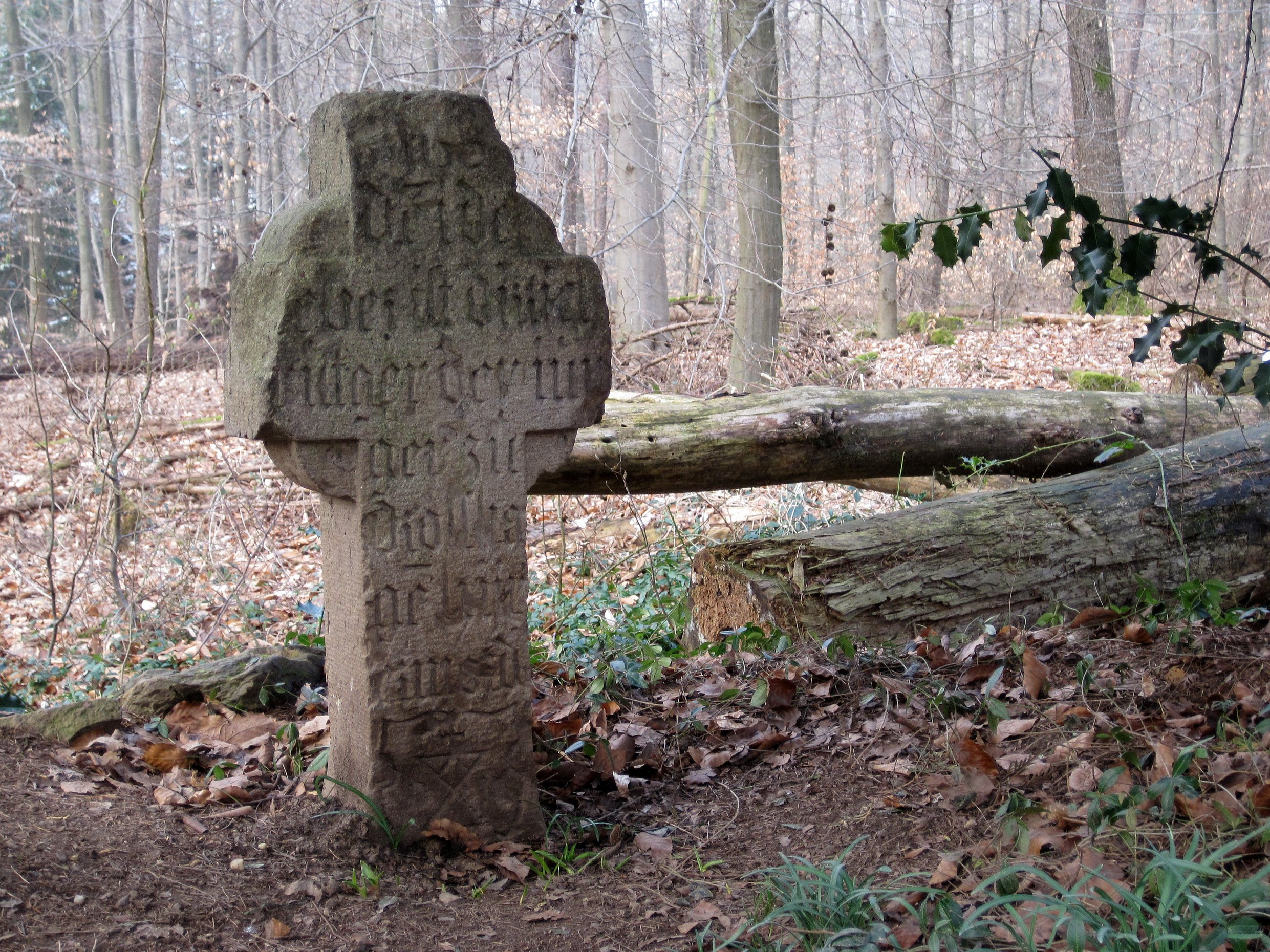
Sühnekreuz an der Brüderstraße (1636)
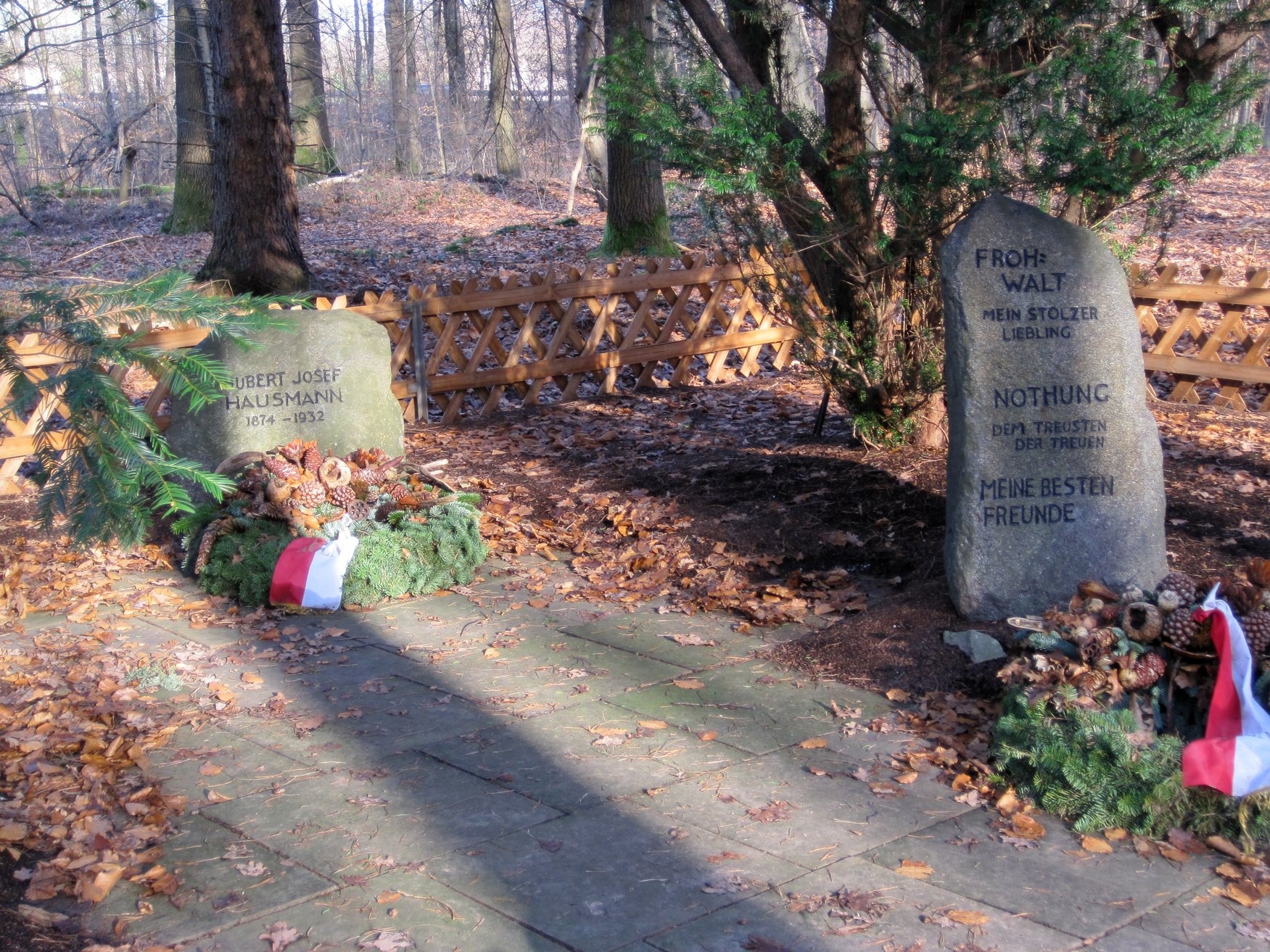
Grabstätte von Josef Hausmann (1874–1932)
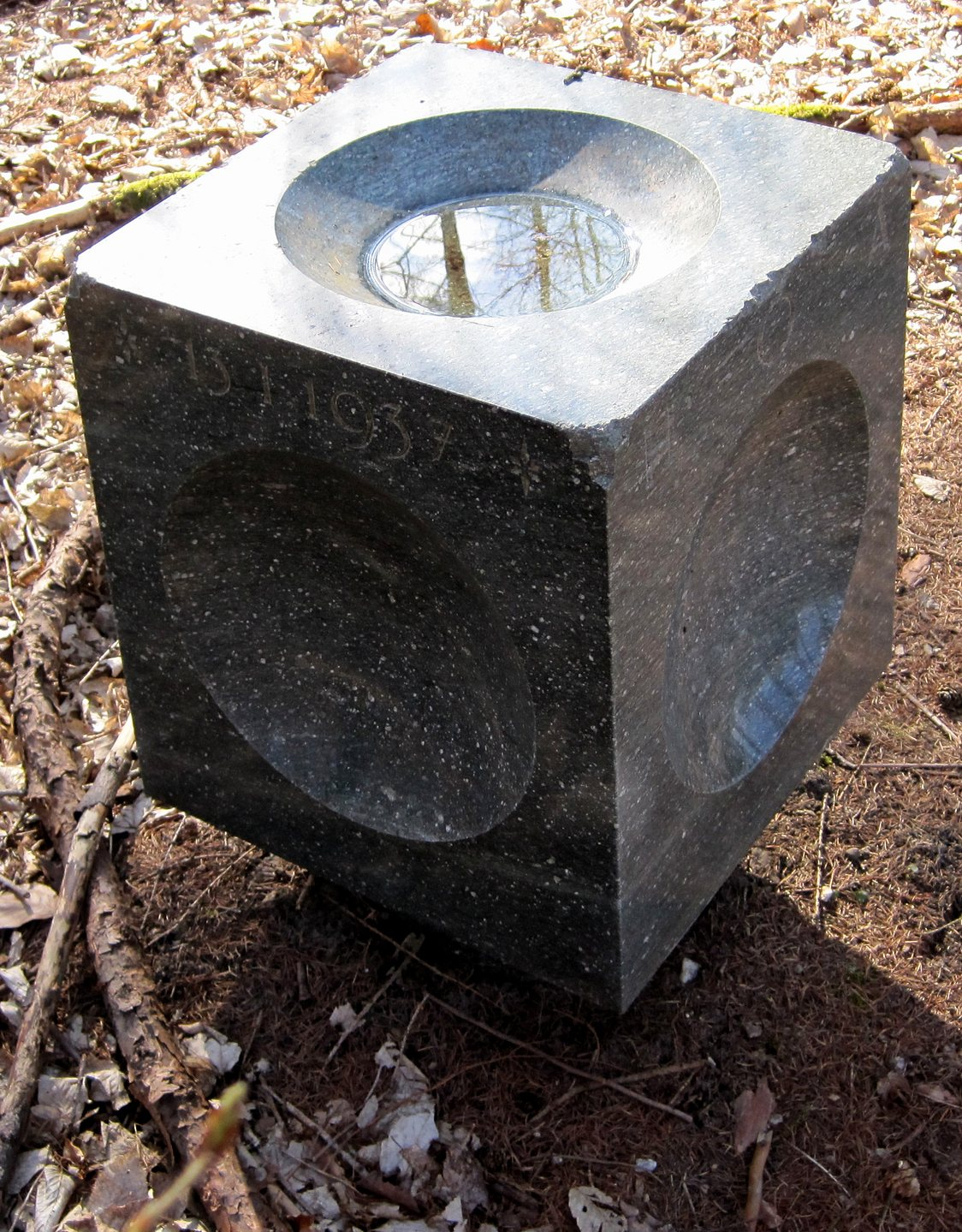
Denkmal H O A Gedenkstein für „Hubertus O. Arntzen“, dessen Leichnam hier gefunden wurde.
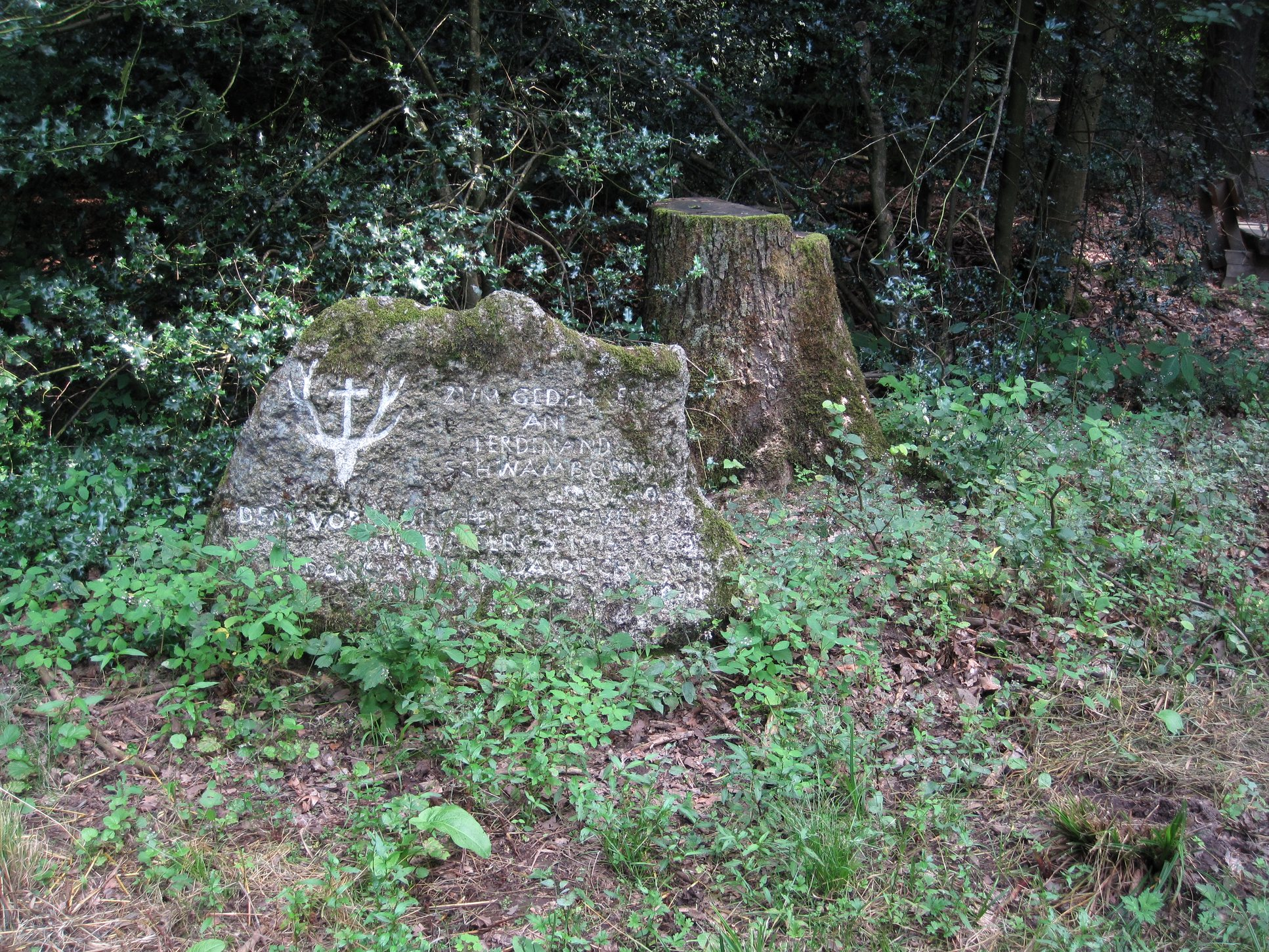
Ferdinand Schwamborn, Dem vorbildlichen Betreuer des Tütbergs, 1914–1963
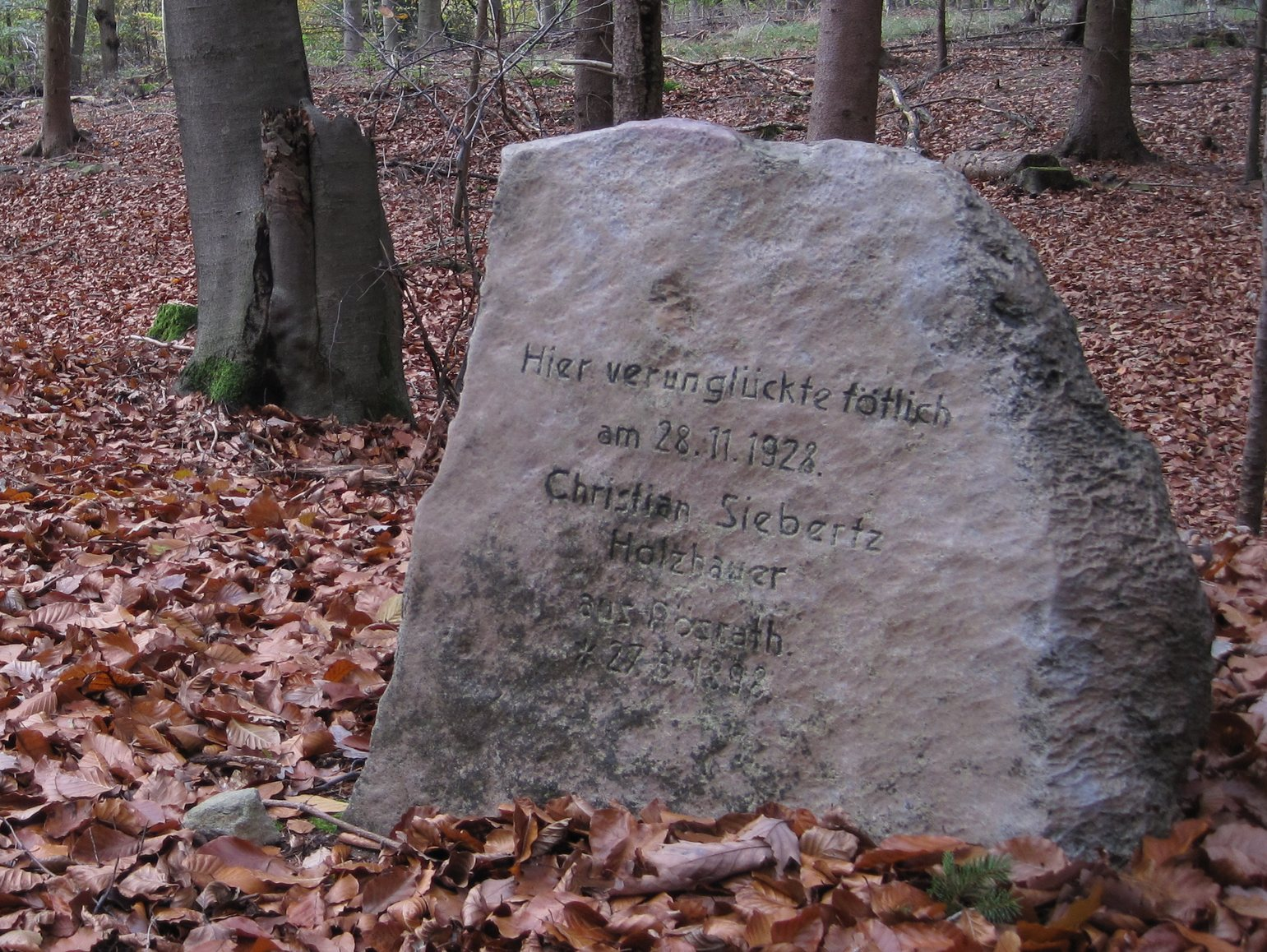
Christian Siebertz (1898–1928)